# 圆顿法门
圆顿法门是一个由观音法门骨干许成江所创立的新兴宗教组织。圆顿法门被佛教界人士视为附佛外道，且被中国大陆官方列为邪教组织。

## 历史
1998年5月，辽宁大连人许成江创立圆顿法门，传播至中国大陆九个省（直辖市）的二十余个县（县级市），并成立秘密结社政权圆顿法门国。
1999年12月，圆顿法门被查禁取缔。2003年7月21日, 湖南省长沙市中级人民法院以组织、利用邪教组织破坏法律实施罪及诈骗罪判处许成江无期徒刑，剥夺政治权利终身，并处没收个人全部财产。
目前，圆顿法门在中国部分地区仍有零星活动。

## 架构
圆顿法门的信徒分为“圆顿”（许成江本人）、大子、上过山的弟子、行者（授权传法的同修）、同修、学生等六个等级。

## 教义
许成江自称“圆顿圣祖”、“现世活佛”，宣传“整体的灭项之灾一步步逼近”、“现在地球是魔王统治，末劫就要来临，只有加入圆顿法门，才能免遭劫难”、“将自己财产的百分之五十供养给师父”、“供养越多，功德越高”，宣扬对“师父”要“绝对服从、全身心奉献”。许成江要求信徒倾其所有家产供养“圆顿”，先后取得钱财达590余万元，并以“阴阳双修”为名与9名女信徒发生性关系。
有圆顿法门信徒出卖房屋，举家前往吉林长白山或黑龙江大兴安岭躲灾和避难。